# Morges
Morges er en by i det vestlige Schweiz med 15.705(2018) indbyggere. Byen ligger i Kanton Vaud, ved den nordlige bred af Genevesøen.